# San Francisco (Bahía de Banderas)
San Francisco, conocido también como San Pancho, es una localidad costera ubicada en el municipio de Bahía de Banderas, en el estado occidental de Nayarit, México. Su costa es parte de la Riviera Nayarit.
Se caracteriza por sus playas que atraen al turismo y las actividades recreativas. Asimismo, por una exuberante vegetación en los alrededores.
Al ser un asentamiento del Pacífico, similar a Lo de Marcos, Sayulita e Higuera Blanca, presenta una morfología urbana por su ubicación costera, así como condiciones topográficas y ambientales que han desarrollado el potencial turístico y urbano.

## Geografía física

### Ubicación
La comunidad costera de San Francisco está en las coordenadas 105°24′34″ de longitud Oeste y a 20°53'48" de latitud Norte, a una altitud de 13 metros sobre el nivel del mar.
| Noroeste: Océano Pacífico | Norte: Océano Pacífico | Nordeste: Lo de Marcos  |
| Oeste: Océano Pacífico    |                        | Este: Sierra de Vallejo |
| Suroeste: Sayulita        | Sur: Palmarito         | Sureste: El Guamúchil   |

### Orografía
Geomorfología y topografía
San Francisco es una comunidad costera, con una playa de cerca de 1,500 metros. Se encuentra a las faldas de la Sierra de Vallejo.

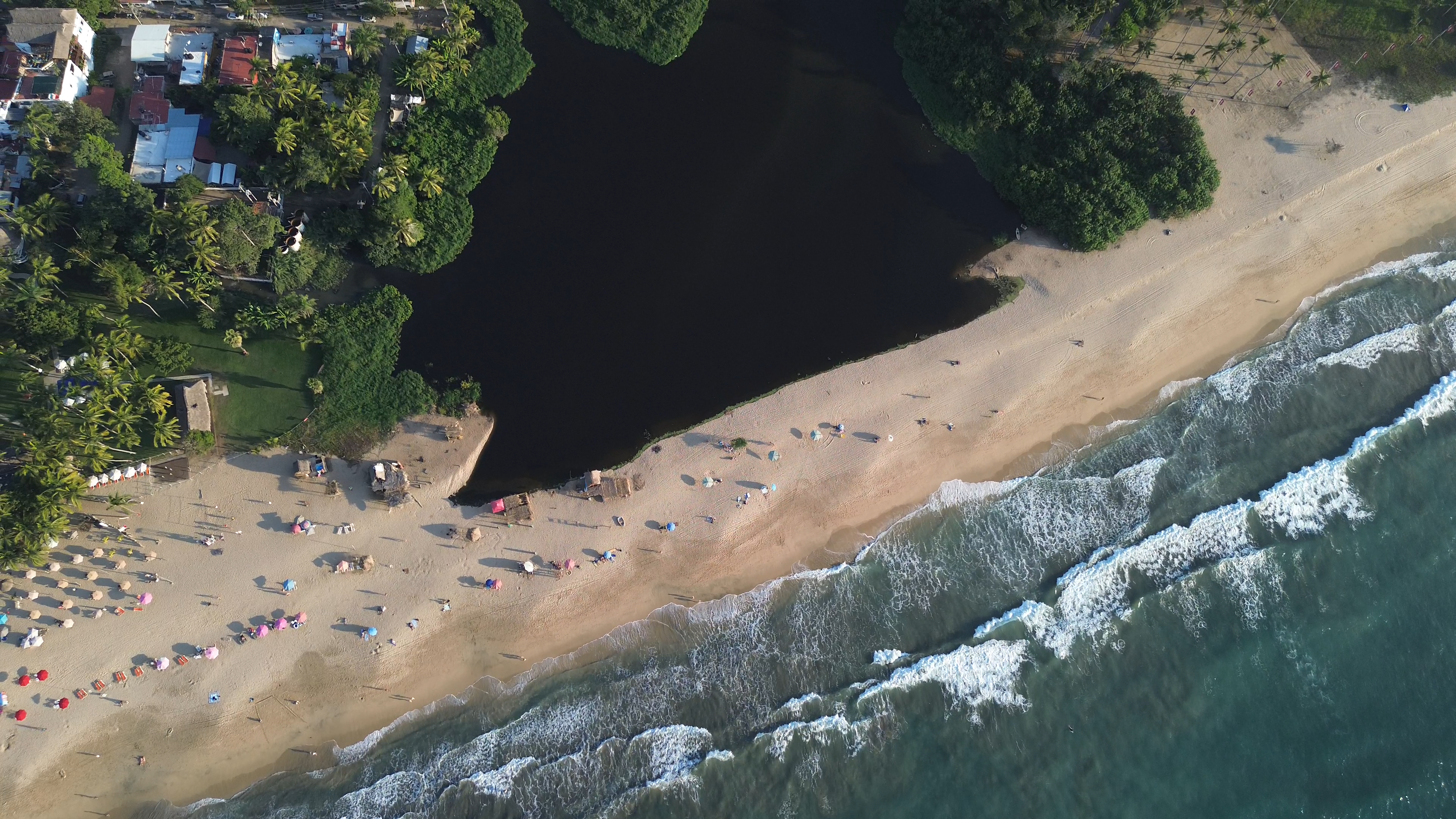
Cuerpo de agua en San Francisco, Nayarit.

### Hidrografía
En San Francisco corre el Río Los Izotes, bordeando a la localidad, aunque solamente en temporada de lluvias, encontrándose semiseco el resto del año. Este cuerpo de agua corre desde la playa hasta el puente de la entrada de San Francisco.

### Clima
San Francisco posee un clima cálido subhúmedo en promedio.
Temperaturas
San Francisco tiene temperaturas que van de los 18 °C a la mínima y 29 °C. El mes más caluroso del año es julio, llegando a un promedio de 28.5 °C; y enero es el mes más frío del año con 22.2 °C.
Precipitaciones
El mes con mayores precipitaciones en San Francisco es agosto, teniendo 342 mm; mientras que abril es el mes más seco con 2 mm.

## Historia

### Virreinato de la Nueva España
Desde la época del virreinato en el siglo XVI, posterior a la conquista española, comienzan a aparecer registros de asentamientos humanos en las costas del Pacífico. Estos asentamientos del occidente del territorio fueron parte de lo que se denominó Nueva Galicia. Estos asentamientos tenían la pretensión de acumular riquezas a través de la localización de metales preciosos.
Los primeros registros que nombran esta localidad, señalan que fue bautizada como Apazan, por Don Francisco Cortés de Buenaventura. Para 1524, era habitada principalmente por indígenas que pescaban para subsistir.

Años después fue modificado su nombre por el de San Francisco de Apazan, y pasó a formar parte de la Hacienda de Jaltemba, encargada de la producción de aceite de coco. En el documento histórico "Suma de Visita de Pueblos de la Nueva Galicia", se le nombra de esta manera, así como a sus habitantes:
Apazan, en la Nueva Galicia. Tiene doscientos veinte y nueve casados sin la demás gente: son salvajes, dan veinticuatro indios de servicio en la heredad de cacao; es tierra templada, de muchas aguas y regadíos y abundante de bastimentos. Está a 14 leguas de Compostela.
San Francisco también históricamente se convirtió en una comunidad que extraía y comerciaba con caracol de tinte, conchas sagradas y perlas; actividades que compartían con comunidades vecinas, como Pontoque, Tintoque y Santa Cruz Saloc, después nombrada Sayulita.

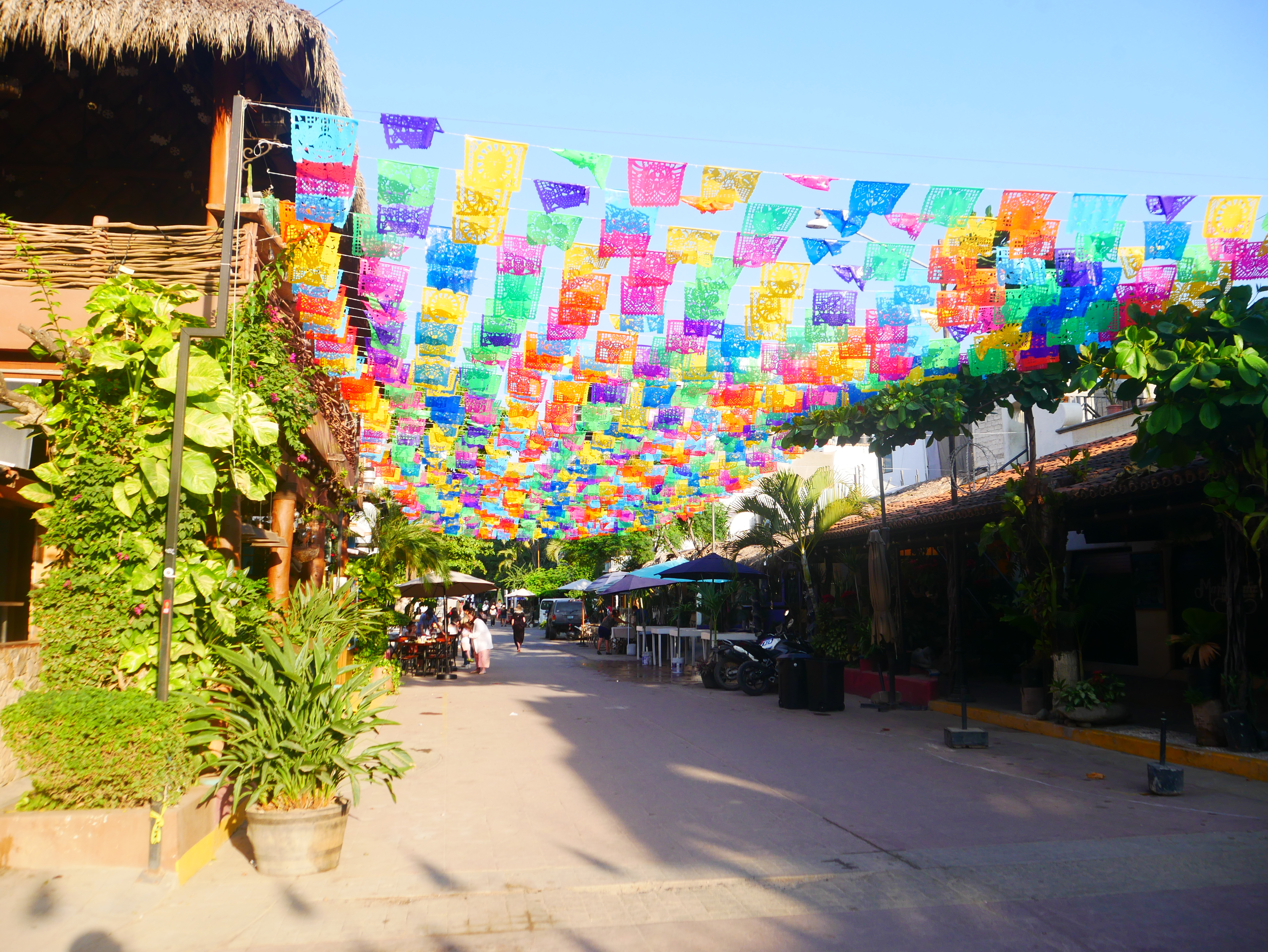
Avenida Tercer Mundo, en San Francisco, Nayarit.

### Edad Contemporánea
Debido a que San Francisco era parte de Sayulita, en el sexenio de Luis Echeverría Álvarez se expropiaron dichos terrenos para crear una Unidad de trabajo y aprendizaje de CONASUPO, así como una universidad denominada "Universidad del Tercer Mundo" (lo que derivó en la avenida Tercer Mundo, más adelante). En la unidad de trabajo y aprendizaje se producían lácteos y se empacaban alimentos.
Entre 1970 y 1980 se comenzó a dinamizar el sector industrial en la zona; sin embargo, este fue detenido para darle prioridad al desarrollo turístico.
A partir de 1989, San Francisco se convirtió en parte del municipio de Bahía de Banderas, pues antes era parte de Compostela.

## Geografía humana

### Demografía
Según el censo poblacional del INEGI de 2020, San Francisco tiene una población local de 1,431 habitantes.
En 1970, contaba con una población de 374; en 1980 subió a 797; en 1990 disminuyó a 750. Sin embargo, en el 2000 aumentó a 1,090, creciendo a 1,823 de 2010.
| 1970 | 1980 | 1990 | 2000  | 2010  | 2020  |
| ---- | ---- | ---- | ----- | ----- | ----- |
| 374  | 797  | 750  | 1,090 | 1,823 | 1,431 |

## Economía

### Turismo
Desde el año 2000 el sector turístico es el más importante en la economía de San Francisco, así como otras actividades económicas derivadas. Desde principios de la década, comenzó a crecer la infraestructura de alojamiento.
En 2001, se registraron 48 cuartos para hospedaje, que sólo representaba el 1,1% del total del municipio. En 2016, el Directorio Estadístico Nacional de Unidades Económicas (DENUE) del INEGI presentaba 11 unidades económicas en la localidad con servicios de alojamiento, más otras 72 que realizaban actividades relativas, lo que representaba el 37,8% de todas las unidades económicas. Si bien la localidad no contaba con grandes complejos turísticos, hay presencia de hostales y casas habitaciones que ofrecen el servicio de hospedaje para turistas.

## Equipamientos y servicios públicos

### Sanidad
Cuenta con un hospital del IMSS, el Hospital General de San Francisco, en la calle África n.º 10.